# Egitânia

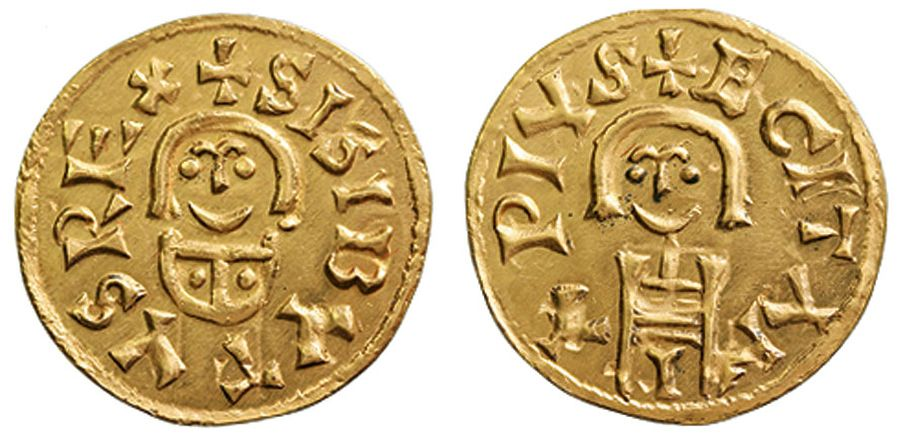
Imitação moderna de uma tremisse cunhada em Egitânia durante o reinado de Sisebuto

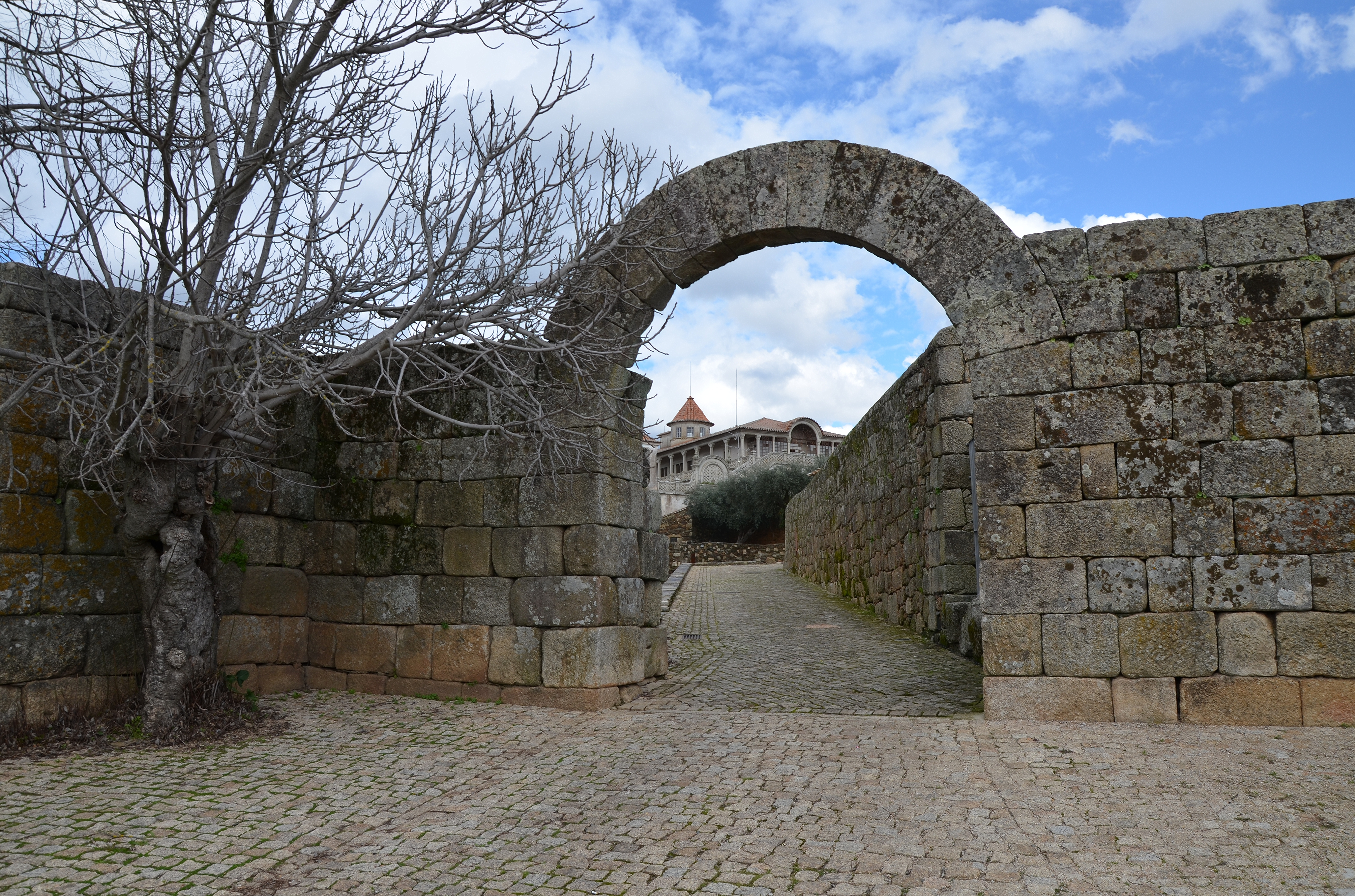

Egitânia foi uma cidade fundada pelos romanos no território atual de Portugal e que corresponde à atual Idanha-a-Velha, Cidade dos Igeditanos (Civitas Igaeditanorum).
Sob o domínio dos Flávios, recebeu o título da cidade. O seu nome, Egitânia, passou por várias alterações até se estabelecer em Idanha.
Egitânia, assim denominada pelos suevos e visigodos, foi a sede de uma vastíssima diocese — a diocese de Egitânia — sendo atualmente uma povoação da freguesia de Monsanto e Idanha-a-Velha, do município de Idanha-a-Nova, no distrito de Castelo Branco.
A Povoação de Idanha-a-Velha está classificada como monumento nacional desde 1997.

## História

### Domínio romano
A cidade de Egitânia foi fundada pelos romanos no final do século I a.C., durante a última vinda de Júlio César à Lusitânia. Era uma cidade rica e próspera, com muitos templos, como exemplificado pelo pódio de um templo.
De acordo com o Prof. José Hermano Saraiva, a cidade era servida por uma estrada romana; e também por uma estrada fluvial (rio Ponsul). A cidade também teria sido um centro de mineração, dada a elevada presença de minas naturais na região. No conselho de Idanha-a-Nova, ainda hoje, estão registadas 22 minas, sendo 11 de estanho (indispensável para a produção do bronze), 6 de chumbo – também um minério bastante importante para a construção civil, sendo quatro minas de zinco e chumbo. Na região, havia maneira de fundir os minérios e exportá-los, pois o rio Ponsul desagua no rio Tejo; e este levava em jangadas o minério para as grandes cidades. O rio Ponsul pode ter-se tornado inavegável, uma vez que o aproveitamento agrícola dos solos veio a diminuir muito o curso dos rios, além de que o grau da precipitação diminuiu imensamente, contribuindo para o assoreamento do rio – explica-se aí um dos motivos do declínio da cidade. O outro cita as invasões dos bárbaros, que extinguiram a produção mineira, tirando a grande fonte de renda da cidade.
No centro de Egitânia, ficava o fórum romano; e no meio do fórum ficava um templo. Em cima desse templo, os templários construíram, no em 1245, uma grande torre.
Os reis ainda tentaram repovoar a cidade, porém a presença dos templários não atraía as populações. Os povos fugiam dos senhores querendo ter uma vida livre, municipal, uma vida independente. Os reis não conseguiram repovoar. Hoje a cidade é um museu ao ar livre.

### Domínio visigótico

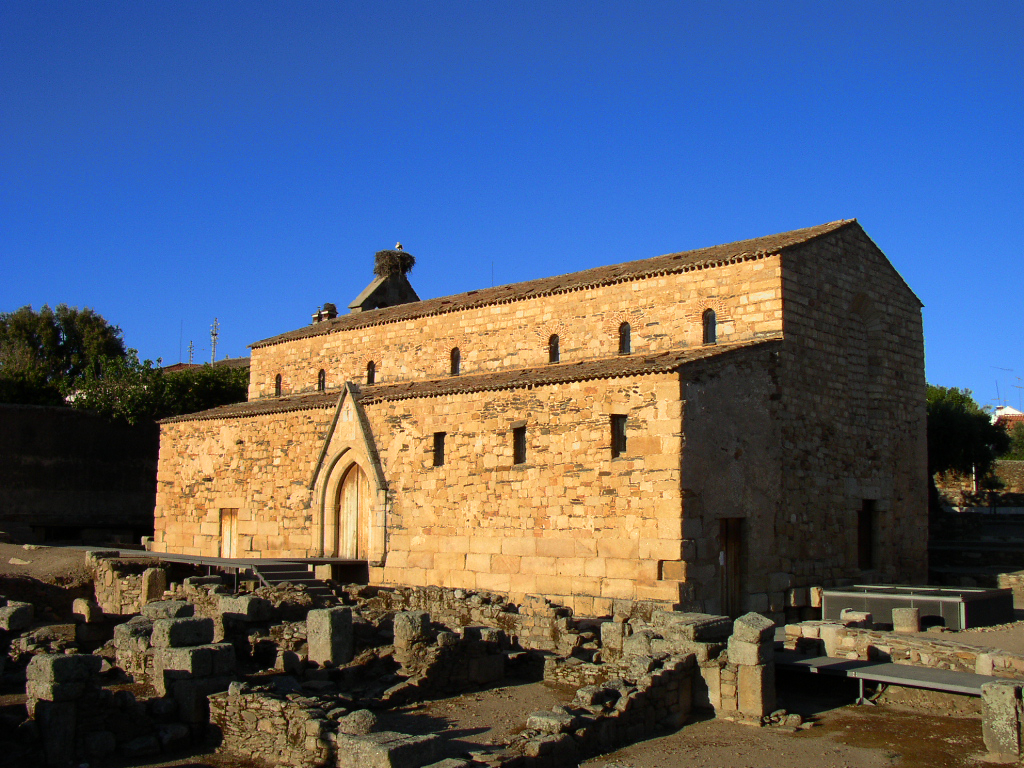
Catedral visigótica de Idanha-a-Velha

Os visigodos ainda tentaram fazer de Egitânia uma sede de uma diocese. A sede de diocese ainda hoje existe, mas localiza-se na atual cidade da Guarda. Por isso, o bispo da Guarda continua a intitular-se como bispo da Egitânia. Construíram uma catedral no século VI, por volta do ano 585, que foi a sede da diocese da Egitânia. Deste período, é notável a quantidade de moedas de ouro (trientes) cunhadas na Egitânia.

### Domínio muçulmano
No ano de 713, os mouros tomaram a cidade e destruíram-na, acabando com o culto cristão em Egitânia.
O que resta da cidade ocupa uma grande área. Escavações metódicas foram iniciadas em 1955 pelos arqueólogos portugueses Fernando de Almeida e Veiga Ferreira, que escavaram, fora das muralhas, parte de um edifício que dizem poder ser um balneário romano. Do período romano, foram também achados a ponte romana sobre o rio Ponsul, com cinco arcos, cujos pilares, alguns, afundaram-se; e a Abóbada do arco rachou; troços de calçadas romanas e as portas romanas. Os achados arqueológicos encontrados durante os trabalhos estão guardados no Museu Lapidar Igeditano António Marrocos e no Museu de São Dâmaso.
Os arqueólogos já referidos encontraram extramuros uma basílica visigótica, um batistério paleocristão; a torre de menagem foi edificada em tempos medievais sobre os restos de um templo romano.
Do período paleolítico, foi localizado um terraço na margem esquerda do rio Ponsul, que contorna a cidade. No cimo de alguns montes próximos, foram descobertos castros (cabeço dos Mouros, Serra de Monsanto).
Na proto-história, a população da região era celta, indicado pelas inscrições com nomes característicos. Uma inscrição datada do ano 4 a.C. pertencia a um monumento mandado levantar pela Cidade dos Igeditanos a César, neto de Augusto, príncipe da juventude. Outras referem-se a militares; a grande maioria delas são funerárias.
As muralhas, do período romano, de perímetro de cerca de 750 m, ainda conservam parte de seis torres semicilíndricas, uma rectangular e duas portas.
A Egitânia consta como diocese nas atas do Concílio de Lugo (569). Esta diocese foi trasladada para a cidade da Guarda em 1199, a pedido do rei D. Sancho I, e à margem dos esforços dos reis para a repovoarem, não lhes foi possível suster a decadência.
Do período suevo-visigótico restam, além de muitas peças de escultura decorativa, os alicerces e arcadas da catedral.
Muralha romana de Idanha-a-Velha